# 대한기계학회
대한기계학회는 기계에 관한 학문∙기술의 진보발전을 도모하고 공업발전에 기여함을 목적으로 1968년 10월 29일 설립허가된 대한민국 미래창조과학부 소관의 사단법인이다. 사무실은 135-703 서울특별시 강남구 역삼동 635-4 한국과학기술회관 신관 702호에 있다.